# Atari Teenage Riot
Atari Teenage Riot (ATR) és un grup alemany fundat a Berlín l'any 1992 de música hardcore propera al gènere del tecno i la música electrònica. La seva música es caracteritzava per barrejar un missatge anarquitzant amb el so contundent del nou estil emergent que van anomenar digital hardcore, terme que més endavant seria emprat per Alec Empire com a nom de la seva companyia discogràfica. Segons Empire, digital hardcore inicialment significava qüestionar-ho tot, el conjunt. Més endavant passaria a significar senzillament la negació absoluta, fins i tot a l'hora de qüestionar la pròpia existència i donar un «no» per resposta.
El grup es va formar com un atac a l'emergent escena tecno d'influència neonazi apareguda a Alemanya, i estava format per tres berlinesos - Alec Empire, Hanin Elias i MC Carl Crack. Les primeres creacions d'ATR (entre les quals es troben el temes com Hetzjagd Auf Nazis!, Cacera de nazis!) van estar envoltades de controvèrsia a Alemanya degut a la idea generalitzada de no barrejar política amb música de ball.
Després de signar per Phonogram, una discogràfica europea important, l'any 1993 la banda va rebre una inusual injecció de diners per avançat que van aprofitar per formar el seu propi segell discogràfic: Digital Hardcore Recordings (DHR). ATR mai no va entregar a Phonogram una sola demo comercialment viable.
El 1997 Nic Endo, artista americana d'origen japonès especialitzada en soroll i so ambiental, es va afegir a la banda durant la gira de Beck.
EL 1999 ATR va publicar 60 Second Wipe Out, un àlbum on feia un ús extens del mostreig i incorporava el so dels rapers novaiorquesos Arsonists.
L'any 2000 el grup decideix separar-se i no tornen a considerar el seu futur fins a l'any 2003. Carl Crack mor uns quants mesos més tard a causa d'una sobredosi. La seva mort va doldre molt a Empire i va fer menys avinent una reforma d'ATR. Després del sotrac la resta de membres d'ATR han tirat endavant amb èxit la seva carrera per separat. Tot i que Endo i Empire han col·laborat des d'aleshores en moments puntuals la relació entre Elias i Empire roman distant malgrat compartir interessos comercials. Això és degut, tal com ella ha dit en ser entrevistada, al fet que ella va decidir iniciar el seu propi segell discogràfic, on no se sentís pressionada per una majoria masculina d'artistes. El seu segell discogràfic s'anomena Fatal Recordings.
El maig de 2002 l'àlbum Future of War, editat l'any 1997 va ser censurat a Alemanya. Segons Alec Empire, la notorietat de Future of War és deguda al seu missatge d'esquerres de crítica de la moderna guerra d'alta tecnologia, que havíem pogut veure anys enrere a la Guerra del Golf.

## Discografia
- Delete Yourself (DHR 1995, DHR 1999)
- Kids Are United (DHR 1996)
- Speed / Midijunkies (DHR 1996)
- Deutschland Has Gotta Die! (Grand Royal 1996)
- Not Your Business (Grand Royal 1996)
- Sick to Death (DHR 1997, Beat Records 1997)
- The Future of War (DHR 1996, Beat Records 1997)
- Burn Berlin Burn (Grand Royal 1997)
- Destroy 2000 Years of Culture (Interdord 1997, Cortex 1998)
- Live in Philadelphia - Dec. 1997 (DHR 1998)
- Revolution Action! (DHR 1999)
- 60 Second Wipeout (DHR 1999, Beat Records 1999, DHR 2000)
- Too Dead for Me (DHR 1999)
- Live at Brixton Academy (DHR 1999)
- Rage (DHR 2000)
- Redifine the Enemy - Rarities and B-Side Compilation 1992-1999 (DHR 2002)